# فيصل فريد
فيصل فريد (24 ديسمبر 1994 -)، ممثل كويتي.

## حياته ومشواره الفني
دخل المجال الفني صغيرا في عام 2008 متأثرا بجده من الأم الفنان علي المفيدي كانت بدايته من خلال «لاهوب» ثم «عيون الحب» لليرشحه الفنان أحمد السلمان لحلقة واحدة من مسلسل «عائلتي» تعاون مع المخرج محمد دحام الشمري في مسلسلي «عيون الحب» و«الهدامة» وحاز على اعجاب الجمهور بعدما وصل اليه عن طريق أحد مديري الإنتاج، فأدخله ممثلا، كما شارك ببعض الأعمال المسرحية من نوع الرعب.

## أعماله

### في التلفزيون
- 2024:قلم رصاص
- 2024:منت رايق
- 2022:خط أحمر
- 2022: عاشر صفحة
- 2021 : الروح والرية: سند
- 2021 : يجيب الله مطر: مشعل
- 2020 : الميراث: فارس
- 2017 : ذكريات لا تموت: ماجد
- 2017 : كالوس
- 2016:جود
- 2016:بين الكناين
- 2014:كعب عالي
- 2014 : صديقات العمر: خالد
- 2013:سر الهوى
- 2012:شارع 90
- 2012:حلفت عمري
- 2011:وجع الانتصار
- 2010:الصراع
- 2010:الشمس تشرق مرتين
- 2010:بيت المرحوم
- 2009:ايام تحفه
- 2009:منيرة
- 2008:عائلتي
- 2008:لاهوب
- 2008:عيون الحب

### في المسرح
- 2024:أبراكادابرا 2
- 2023:أبراكادابرا
- 2017:شوبيز
- 2016:بيت الحلاو
- 2015:مصنع الكرتون
- 2014:زار وطار
- 2014:سندريلا في الغابة
- 2014:مدينة البطاريق 2
- 2013:مدينه الزنوج
- 2012:عودة السلاحف 1
- 2012:مدينة البطاريق
- 2009:مصاص الدماء
- 2008:فندق الرعب

### في الإذاعة
- 2014:أبو الحريم

### في السينما
- 2015:شقة ستة

## روابط خارجية
- فيصل فريد على موقع قاعدة بيانات الأفلام العربية